# Black Power
Le terme Black Power a été lancé par Stokely Carmichael, du Student Nonviolent Coordinating Committee (SNCC) en 1966 et faisait référence à la position de divers mouvements politiques, culturels et sociaux noirs aux États-Unis, actifs principalement dans les années 1960 et les années 1970, qui luttaient contre la ségrégation raciale.
L'expression existait auparavant, la première trace de celle-ci ayant été découverte chez Richard Wright, qui intitula en 1954 un livre Black Power. Le Black Power devint mondialement connu aux Jeux olympiques d'été de 1968, lorsque deux athlètes noirs des États-Unis, Tommie Smith et John Carlos, levèrent le poing en l'air, ce qui est interprété à l'époque comme un signe de raliement à Black Power. Ils furent exclus des Jeux olympiques à vie par le CIO.

## Hétérogénéité des mouvements Black Power
Contemporain du Mouvement américain des droits civiques représenté, entre autres, par Martin Luther King, le concept de Black Power,, tend à désigner des mouvements plus radicaux, bien que le terme puisse désigner un ensemble de groupes très disparates dans leur nature, leurs objectifs et leurs moyens d'action. En mars 1972, la National Black Political Convention, réunie à Gary, ville sinistrée et ghetto noir près de Chicago, exclut tout Blanc de ses rangs, suscitant les critiques de Roy Wilkins de la National Association for the Advancement of Colored People (NAACP).
Parmi les mouvements politiques pouvant être recouverts par ce terme, on peut citer les Black Muslims, le Congress of Racial Equality, le Student Nonviolent Coordinating Committee (SNCC) et les Black Panthers. Pour ces derniers, le Black Power recouvre essentiellement une modalité d'organisation non-mixte, qui n'occulte en rien la nécessité d'unir tous les groupes du prolétariat, quelle que soit leur couleur, dans le cadre d'une lutte des classes.
Des mouvements similaires existaient dès le début du XXe siècle au moins, avec par exemple l'African Blood Brotherhood (en) qui devint l'aile noire du Parti communiste des États-Unis d'Amérique.
Son pendant dans le domaine littéraire et artistique est le Black Arts Movement. 

## Black Power en tant qu'organisation autonome
Pour les Black Panthers, le Black Power désignait notamment la nécessité de s'organiser de façon non-mixte afin d'éviter une domination insidieuse des Blancs dans les organisations des droits civiques; cette organisation sur une base « raciale » n'excluait nullement la coopération avec des mouvements blancs (dont les Weathermen ou le White Panther Party) et n'avait donc rien à voir avec un quelconque suprémacisme noir ni même un séparatisme radical tel qu'il a pu être prôné, plus tard, par la Nation of Islam. Ce concept d'organisation non-mixte influença notamment le mouvement féministe.
Kathleen Cleaver, ex-militante du SNCC et première femme du comité central du Black Panther Party, affirmait ainsi:
« [Nous] considérions que nous n'avions pas le même rapport à l'État [que les Blancs] et que nous n'avions donc pas à appartenir aux mêmes organisations. [Elle plaidait cependant pour] une relation de coalition, de collaboration: œuvrer ensemble, partager nos ressources, s'appuyer mutuellement lors de projets spécifiques mais ne pas faire partie de la même organisation. (...) Nous imaginions que si des Blancs faisaient partie des mêmes groupes que nous, ils en prendraient la direction (...) Or, comment faire pour se libérer de ce genre de domination, lorsque l'on fait partie de ceux qui ont été asservis, de ceux qui ont été exclus, opprimés, colonisés tout au long de l'histoire? »
De même, le cofondateur des Black Panthers, Bobby Seale, déclarait :
«  Dans notre perspective il s'agit d'une lutte des classes entre une classe ouvrière prolétarienne massive et la petite classe dominante, minoritaire. Les gens de la classe ouvrière de toutes les couleurs doivent s'unir contre la classe dominante oppressante et exploitante. Alors laissez-moi être à nouveau emphatique - nous croyons que notre lutte est une lutte de classes et non une lutte de races »